# Лас-Монедас
Лас-Монедас (исп. Cueva de Las Monedas) — пещера, расположенная на склоне Монте-Кастильо в Пуэнте-Вьесго, Кантабрия. Занесена в список Всемирного наследия ЮНЕСКО (Альтамира и наскальная живопись Северной Испании). Общая длина около 600 м, из которых для посещения доступны только 160 м.
Пещера была открыта в 1952 году Исидро Бланко и вначале получила название «Медвежья пещера» (исп. Cueva de los osos), из-за найденных на поверхности останков медведя. Впоследствии, в научной и популярной литературе закрепилось новое, современное название Las Monedas — «Пещера монет», по найденным во время исследования 23 монет эпохи Католических королей.
Помимо различных форм натёчных образований (сталактитов, сталагмитов и других), в Лас-Монедасе сохранились наскальные рисунки эпохи верхнего палеолита — изображения лошадей, серны, медведей и другие. Возраст рисунков около 12 000 лет до н. э.